# Maxim Alexejewitsch Schuwalow
Maxim Alexejewitsch Schuwalow (russisch Максим Алексеевич Шувалов; * 23. April 1993 in Rybinsk; † 7. September 2011 in Tunoschna bei Jaroslawl) war ein russischer Eishockeyspieler, der während seiner Karriere bei Lokomotive Jaroslawl aus der Kontinentalen Hockey-Liga unter Vertrag stand. Bei der U18-Junioren-Weltmeisterschaft 2011 gewann er mit der russischen Nationalmannschaft die Bronzemedaille.

## Karriere
Schuwalow spielte während seiner Juniorenzeit beim Klub seiner Geburtsstadt, dem HK Rybinsk. Im KHL Junior Draft 2010 wurde er in der zweiten Runde an 38. Stelle von Lokomotive Jaroslawl ausgewählt. Diese setzten ihn in der Saison 2010/11 in der Molodjoschnaja Chokkeinaja Liga bei ihrem Nachwuchsklub Loko Jaroslawl ein. Dort erzielte er in 51 Saisonspielen ein Tor und bereitete fünf weitere vor. In den Playoffs bestritt er weitere drei Spiele. Zum Auftakt der Saison 2011/12 der Kontinentalen Hockey-Liga gehörte er zum erweiterten Aufgebot von Lokomotive Jaroslawl.
Am 7. September 2011 kam er bei einem Flugzeugabsturz bei Jaroslawl ums Leben. Die Mannschaft von Jaroslawl befand sich auf dem Weg zum ersten Saisonspiel beim HK Dinamo Minsk.

### International
Schuwalow spielte mit der russischen Nationalmannschaft bei der U18-Junioren-Weltmeisterschaft 2011 in Deutschland. Dabei bestritt er sieben Spiele, in denen er vier Strafminuten erhielt. Nach einer Niederlage gegen Schweden im Halbfinale sowie einem Sieg gegen Kanada im Spiel um den dritten Platz errang er mit der Mannschaft die Bronzemedaille.

## Erfolge und Auszeichnungen
- 2011 Bronzemedaille bei der U18-Junioren-Weltmeisterschaft

## Karrierestatistik

### International
Vertrat Russland bei:
- U18-Junioren-Weltmeisterschaft 2011

(Legende zur Spielerstatistik: Sp oder GP = absolvierte Spiele; T oder G = erzielte Tore; V oder A = erzielte Assists; Pkt oder Pts = erzielte Scorerpunkte; SM oder PIM = erhaltene Strafminuten; +/− = Plus/Minus-Bilanz; PP = erzielte Überzahltore; SH = erzielte Unterzahltore; GW = erzielte Siegtore; 1 Play-downs/Relegation; Kursiv: Statistik nicht vollständig)